# 樊尚·德艾特尔
樊尚·德艾特尔（法語：Vincent De Haître，1994年6月16日—）生于安大略省，是一名加拿大男子场地自行车和速度滑冰运动员。他在大约五六岁时开始练习滑冰，尽管童年期间有一段时间曾放弃滑冰而接触高山滑雪，但意识到自己更爱滑冰后，他重新开始练习滑冰。德艾特尔早在16岁时便有在练习自行车，但他长时间仍以速度滑冰作为重心，2018平昌冬奥后，他开始暂时放弃速度滑冰，专注练习自行车，以参加2020东京奥运作为目标。东京奥运后，他重返速度滑冰赛场，最初计划再参加2022北京冬奥，但最终因伤病而未能获得冬奥资格。